# エル・オー・ヴイ・愛・N・G
「エル・オー・ヴイ・愛・N・G」（エル・オー・ヴイ・あい・エヌ・ジー）は、1983年11月18日にリリースされた田原俊彦の16作目のシングル。

## 背景
表題曲は、東宝配給映画『エル・オー・ヴィ・愛・N・G』主題歌に起用された。

## 収録曲
| #  | タイトル                       | 作詞     | 作曲       | 編曲                 |
| -- | ------------------------------ | -------- | ---------- | -------------------- |
| 1. | 「エル・オー・ヴイ・愛・N・G」 | 売野雅勇 | 小田裕一郎 | 大谷和夫             |
| 2. | 「カフェバー物語」             | 宮下智   | 新田一郎   | 馬飼野康二・新田一郎 |